# Tres leches kage
En tres leches kage (tr. tre-mælks kage; Spansk: pastel de tres leches, torta de tres leches eller bizcocho de tres leches), også kendt som pan tres leches (tr. tre-mælks brød), er en sukkerkage der har ligget i blød i tre slags mælk: fløde, mælkepulver og kondenseret mælk.
Tres leches er en meget let kage med mange luftbobler. Denne distinkte tekstur er grunden til, at den ikke har en blød konsistens, på trods af at den har været gennemblødt i en blanding af tre slags mælk.